# Thymus benitorum
Thymus benitorum là một loài thực vật có hoa trong họ Hoa môi. Loài này được Mateo, Mercadal & Pisco miêu tả khoa học đầu tiên năm 1995 publ. 1996.